# Смоленска област
Смоленска област (неофициално се нарича  Смоленщина) е субект на Руската Федерация, влизаща в състава на Централния федерален окръг. Площ 49 779 km2 (53-то място по големина в Руската Федерация, 0,29% от нейната площ). Население на 1 януари 2018 г. 949 348 души (57-място в Руската Федерация, 0,65% от нейното население). Административен център град Смоленск. Разстояние от Москва до Смоленск 419 km.

## Историческа справка
Град Смоленск е един от най-древните руски градове, като за първи път се споменава в летописите през 862 г. Други градове за първи път споменати в летописите са: Дорогобуж (1150 г.), Вязма (1239 г.) и Рославъл (1408 г.). През ХVІІІ в. за градове са утвърдени селищата: Гжатск (от 1968 г. Гагарин), Порече (от 1918 г. Демидов), Елня и Сичовка (1776 г.), Духовщина (1777 г.). останалите 5 града в областта са признати за такива през ХХ в. Смоленска област е образувана на 27 септември 1937 г., когато е отделена от бившата Западна област.

## Географска характеристика

### Географско положение, граници, големина
Смоленска област се намира в западната част на Руската Федерация. На северозапад граничи с Псковска област, на север – с Тверска област, на изток – с Московска област, на югоизток – с Калужка област, на юг – с Брянска област и на запад – с Беларус. В тези си граници заема площ от 49 779 km2 (53-то място по големина в Руската Федерация, 0,29% от нейната площ).).

### Релеф, полезни изкопаеми
Разположена е в централната част на Източноевропейската равнина, като релефът представлява хълмисто-вълниста равнина с предимно ледников произход. На северозапад добре е съхранен хълмисто-моренния релеф. По паралела се простира Смоленско-Московското възвишение, а на североизток – Вяземското възвишение, като тук се намира най-високата точка на областта 319 m. Двете възвишения са изпъстрени със сравнително дълбоко врязани речни долини. Част от територията се заема от низини – Вазузка, Верхнеднепровска и Березинска, на северозапад – Слободска и други ниски моренни възвишения.
От полезните изкопаеми най-голямо значение има Сафоновското находище на кафяви въглища, а също находищата на торф, мрамор и други строителни материали.

### Климат
Климатът е умереноконтинентален. Средната януарска температура е от -8 °C на запад до -10 °C на изток, а средната юлска от 17 °C на северозапад до 18 °C на югозапад. Годишната сума на валежите е около 600 mm с максимум през юли. Вегетационния период (минимална денонощна температура 5 °C) продължава 180 – 190 денонощия.

### Води
Речната мрежа на Смоленска област е представена от 1149 реки (с дължина над 10 km) с обща дължина около 16,7 хил. km и те принадлежат към три водосборни басейна: на Днепър (57%), вливаща се в Черно море, на Волга (26%), вливаща се в Каспийско море и на Западна Двина (17%), вливаща се в Балтийско море. По територията на областта от североизток на югозапад и запад протича част от горното течение на Днепър и най-горните течения на левите му притоци Сож и Десна, протичащи през южните райони. Към водосборния басейн на Волга принадлежат реките Угра и Москва (река), леви притоци на Ока (десен приток на Волга), протичащи през източните райони и Вазуза (десен приток на Волга) с десния си приток Гжат, протичащи в североизточните райони. В крайната северозападна част на областта протича участък от течението на река Западна Двина с левите си притоци Межа и Каспля. Подхранването на реките в областта е смесено с преобладаване на снежното. Водният им режим се характеризира с високо пролетно пълноводие, лятно-есенно маловодие, нарушавано от епизодични прииждания в резултат на поройни дъждове и ясно изразено зимно маловодие. Те замръзват през ноември-декември и се размразяват в края на варт или началото на април.
Нао територията на Смоленска област има над 3,5 хил. езера и изкуствени водоеми с обща площ около 315 km2, в т.ч. около 530 езера с площ над 10 дка. По произход те са с ледников, крайречен и карстов произход. Значителна част от тях са съсредоточени в северозападната част на областта, в басейна на Северна Двина и са групирани в шест езерни групи: Микулинска, Пржевалска, Чеплинска, Пречистенска, Акатовска и Смоленска. Най-големите естествени езера са: Каспля, Акатовско, Куприно и Шчуче. Най-големите изкуствени водоеми са водохранилищата Вазузко (на река Вазуза), Яузко (на река Яуза, десен приток на Гжат) и Десногорското (на река Десна). Блатата и заблатените земи заемат 1153 km2, 2,32% от територията на областта.

### Почви, растителност, животински свят
Преобладават ливадно-подзолисти, подзолисти и ливадни почви. Горите заемат 1658 хил. ха (31% от територията на областта), като са разположени предимно на северозапад и изток. На иглолистните гори се падат 37% от горските масиви, в т.ч. 25% смърчови гори. В горите обитават лисица, вълк, кафява мечка, дива свиня, бялка, заек, а реките и езерата са богати на различни видове риби.

## Население
На 1 януари 2018 г. в областта живеят 949 348 души (57-място в Руската Федерация, 0,65% от нейното население). Гъстота 19,07 души/km2. Градско население 70,91%. При преброяването на населението през 2010 г. етническият състав е следния:
- руснаци – 893 675 души (94,6%)%
- украинци – 12 223 (1,3%)
- беларуси – 12 012 (1,3%)

## Административно-териториално деление
В административно-териториално отношение Смоленска област се дели на 2 областни градски окръга, 25 муниципални района, 15 града, в т.ч. 2 града с областно подчинение (Смоленск и Десногорск) и 13 града с районно подчинение и 10 селища от градски тип.
| Административна единица | Площ (km2) | Население (2018 г.) | Административен център | Население (2018 г.) | Разстояние до Смоленск (в km) | Други градове и сгт с районно подчинение |
| ----------------------- | ---------- | ------------------- | ---------------------- | ------------------- | ----------------------------- | ---------------------------------------- |
| Областни градски окръзи |            |                     |                        |                     |                               |                                          |
| І. Десногорск           | 43         | 27 806              | гр. Десногорск         | 27 771              | 123                           |                                          |
| ІІ. Смоленск            | 166        | 330 025             | гр. Смоленск           | 330 025             |                               |                                          |
| Муниципални райони      |            |                     |                        |                     |                               |                                          |
| 1. Велижки              | 1493       | 10 539              | гр. Велиж              | 6788                | 134                           |                                          |
| 2. Вяземски             | 3353       | 74 476              | гр. Вязма              | 52 506              | 176                           |                                          |
| 3. Гагарински           | 2901       | 8299                | гр. Гагарин            | 29 041              | 239                           |                                          |
| 4. Глински              | 1323       | 4213                | с. Глинка              | 2111                | 96                            |                                          |
| 5. Демидовски           | 2512       | 11 449              | гр. Демидов            | 6213                | 120                           | Пржевалское                              |
| 6. Дорогобужки          | 1772       | 25 979              | гр. Дорогобуж          | 9966                | 125                           | Верхнеднепровски                         |
| 7. Духовшчински         | 2610       | 15 193              | гр. Духовшчина         | 4103                | 86                            | Озерни                                   |
| 8. Елнински             | 1808       | 12 838              | гр. Елня               | 8993                | 82                            |                                          |
| 9. Ершичски             | 1039       | 32 350              | с. Ершичи              | 3326                | 140                           |                                          |
| 10. Кардимовски         | 1095       | 12 562              | сгт Кардимово          | 4606                | 29                            |                                          |
| 11. Краснински          | 1508       | 11 930              | сгт Красни             | 4132                | 67                            |                                          |
| 12. Монастирщински      | 1514       | 9012                | сгт Монастирщина       | 3600                | 107                           |                                          |
| 13. Новодугински        | 1935       | 9099                | с. Новодугино          | 3865                | 205                           |                                          |
| 14. Починковски         | 2381       | 30 131              | гр. Починок            | 8545                | 62                            |                                          |
| 15. Рославълски         | 3000       | 69 228              | гр. Рославъл           | 50 112              | 123                           |                                          |
| 16.Руднянски            | 2111       | 22 651              | гр. Рудня              | 9484                | 68                            | Голинки                                  |
| 17. Сафоновски          | 2258       | 57 440              | гр. Сафоново           | 42 147              | 102                           |                                          |
| 18. Смоленски           | 2895       | 59 450              | гр. Смоленск           |                     |                               |                                          |
| 19. Сичовски            | 1791       | 13 493              | гр. Сичовка            | 8220                | 251                           |                                          |
| 20. Тьомкински          | 1324       | 5860                | с. Тьомкино            | 2346                | 270                           |                                          |
| 21. Угрански            | 2869       | 7503                | с. Угра                | 4094                | 240                           |                                          |
| 22. Хиславички          | 1161       | 7735                | сгт Хиславичи          | 3759                | 90                            |                                          |
| 23. Холм-Жирковски      | 2033       | 9374                | сгт Холм-Жирковски     | 3195                | 165                           |                                          |
| 24. Шумячки             | 1368       | 9375                | сгт Шумячи             | 3817                | 175                           |                                          |
| 25. Ярцевскси           | 1619       | 51 481              | гр. Ярцево             | 44 097              | 63                            |                                          |

|  | Тази страница частично или изцяло представлява превод на страницата „Административно-территориальное деление Смоленской области“ в Уикипедия на руски. Оригиналният текст, както и този превод, са защитени от Лиценза „Криейтив Комънс – Признание – Споделяне на споделеното“, а за съдържание, създадено преди юни 2009 година – от Лиценза за свободна документация на ГНУ. Прегледайте историята на редакциите на оригиналната страница, както и на преводната страница, за да видите списъка на съавторите. ВАЖНО: Този шаблон се отнася единствено до авторските права върху съдържанието на статията. Добавянето му не отменя изискването да се посочват конкретни източници на твърденията, които да бъдат благонадеждни. |

## Икономически данни
Полезните изкопаеми с икономическо значение са въглищата, торф, фосфорити.
Развити са машиностроенето и металообработката, химическата промишленост, електроенергетиката, хранително-вкусовата и леката промишленост.

## Селско стопанство
Отглежда се едър рогат добитък, свине, коне, птици, зърнени култури, лен, картофи, зеленчуци, плодове, фуражни култури.
| хиляди хектара | 1570 | 1438,8 | 1107,1 | 807,7 | 547,4 | 455,8 | 400,2 |